# Cumbre de los Pueblos
La Cumbre de los Pueblos es una reunión de representantes de organizaciones políticas y movimientos sociales de izquierda de América Latina y el Caribe en la que se cuestionan las relaciones de Estados Unidos con la región, y se sientan posiciones sobre los problemas sociales buscando presentar reclamos a los diferentes gobiernos.
En el 2018 en Chile esta organización fue convocada por el Frente Amplio, coalición política de reciente formación que surge como alternativa al duopolio conformado por la derecha y la izquierda luego del retorno a la democracia a comienzos de la década de los noventa en el siglo pasado. En esta versión la Cumbre aborda desde dos ejes temáticos las dos Cumbres mundiales a realizarse durante el 2019 en Chile, la COP, o Conferencia de las Partes, asamblea de la ONU para el cambio Climático, y la APEC, organización comercial internacional. Los ejes transversales que son objeto de estudio, análisis y discusión son el económico y el medioambiental, enfocándose este último en el cambio climático a nivel global. El eje comercial involucra sobre todo aspectos sociales y de desarrollo cultural y los tratados de libre comercio.
Reuniones ya realizadas:
- Mar del Plata, Argentina, 2005.

- Cochabamba, Bolivia, 2006.

- Santiago de Chile, Chile, 2007.

- Lima, Perú, 2008.

- Posadas, Argentina, 2008.

- Salvador de Bahía, Brasil, 2008, reunidos a raíz de la histórica realización de cinco cumbres simultáneas de presidentes de MERCOSUR, UNASUR, ALADI, del Grupo de Río y de América Latina y Caribe en Salvador, Bahía.

- Trinidad, 2009.

- Cartagena, Colombia, 2012, se reunió la Cumbre de los Pueblos en contraposición a la VI Cumbre de las Américas que se realizó en esas mismas fechas.

- Río de Janeiro, Brasil, 2012, paralela a Río+20, por la Justicia Social y Ambiental.

- Ciudad de Panamá, Panamá, 2015, paralela y en contraposición a la VII Cumbre de las Américas que se realizó en esas mismas fechas.

- Mendoza, Argentina, 2017, paralela a la Cumbre de Presidentes del Mercosur, se realizó en el mes de julio en la Facultad de Artes y Diseño de la Universidad Nacional de Cuyo.

- Lima, Perú, 2018, paralela y en contraposición a la VIII Cumbre de las Américas que se realizó en esas mismas fechas.